# Gary Franks
Gary Alvin Franks (ur. 9 lutego 1953) – amerykański polityk, członek Partii Republikańskiej. Od 1991 do 1997 zasiadał w Izbie Reprezentantów.